# Gécsek Tibor
Gécsek Tibor (Szentgotthárd, 1964. szeptember 22.) magyar atléta, kalapácsvető, az első, aki 80 m-en felül dobott. 

## Pályafutása
Családja szlovén eredetű. 1976-92 között a Haladás VSE, 1993-tól a Szombathelyi Atlétika Club kalapácsvetője. 1985-től a válogatott tagja. 2002-től a veszprémi dobóiskola vezetője, 2003-tól a Magyar Atlétikai Szövetség alelnöke. Visszavonulása után Szombathelyen megmérettette magát a 2002-es önkormányzati választáson Fidesz-MDF színekben, de nem jutott mandátumhoz.

## Eredményei
- 1988: olimpiai 6.
- 1990: Eb 2.
- 1991: vb 4.
- 1992: olimpiai 4., Európa-kupa győztes
- 1993: vb 3.
- 1994: Eb 5.
- 1995: vb 3.
- 1998: Európa-bajnok
- 1986-95 között: kilencszeres magyar bajnok
- 1990-95 között: hatszoros téli bajnok